# Margarida (satèl·lit)
Margarida, també conegut com a Urà XXIII (designació provisional S/2003 U 3), és l'únic satèl·lit irregular prògrad d'Urà. Va ser descobert per Scott S. Sheppard et al. el 2003.
Va ser anomenada en honor de Margarida, la servent d'Hero en l'obra de teatre Molt soroll per no res de William Shakespeare.

## Òrbita

Satèl·lits irregulars d'Urà.

Margarida és l'únic satèl·lit irregular prògrad d'Urà. El diagrama il·lustra els seus paràmetres orbitals, únics entre els satèl·lits irregulars d'aquest planeta; en l'eix vertical es representa la inclinació i l'excentricitat orbital es representa amb segments que s'estenen des del pericentre a l'apocentre.
La inclinació de 57º de Margarida està prop del límit d'estabilitat. Les inclinacions intermèdies entre 60º i 140º no s'han vist mai en cap lluna a causa de la inestabilitat de Kozai.
El 2008, l'excentricitat de Margarida era de 0,7979. Això el converteix en la lluna amb l'òrbita més excèntrica del sistema solar, tot i que l'excentricitat mitjana de Nereida és més alta.